# Léssagou Habé
Léssagou Habé è un comune rurale del Mali facente parte del circondario di Bankass, nella regione di Mopti.